# Włochy (Pińczów)
Pour les articles homonymes, voir Włochy (homonymie).
Włochy est une localité polonaise de la gmina et du powiat de Pińczów en voïvodie de Sainte-Croix.